# Othos dentex
O serrano arlequim (Othos dentex), conhecido na Austrália como Chinese lantern (Lanterna chinesa), Harlequin cod (Bacalhau arlequim), Harlequin fish (Peixe arlequim), Harlequin rock cod (Serrano arlequim ou pescada arlequim) ou Tiger cod (Bacalhau tigre).  É a única espécie conhecida do gênero Othos. Pertence a subfamília Anthiinae e família Serranidae.
A etimologia Othos vem do grego antigo othos e othonios, que significa ''Fio fino''.

## Ecologia
Vive em recifes rochosos de clima subtropical e temperado. É uma espécie de serranídeo que pode chegar a medir 75,0 cm. É um predador que se alimenta de peixes pequenos. 
A espécie varia muito na cor, variando de laranja a rosado avermelhado, verde ou marrom, com grandes manchas e traços amarelos esverdeados ou azuis brilhantes, e uma grande mancha vermelha atrás da base da nadadeira peitoral. Eles também possuem dentes caninos enormes na parte frontal da mandíbula, que são visíveis quando a boca está fechada. 

## Distribuição
É endêmico do sul da Austrália. Podendo ser encontrado na Austrália Ocidental, Jurien Bay, Houtman Abrolhos, Victoria e incluindo Port Phillip Bay.